# Karnaliyivka
Karnaliyivka  (ucraniano: Карналіївка) es una localidad del Raión de Bilhorod-Dnistrovskyi en el Óblast de Odesa de Ucrania. Según el censo de 2001, tiene una población de 811 habitantes.